# Coli (Emilia-Romagna)

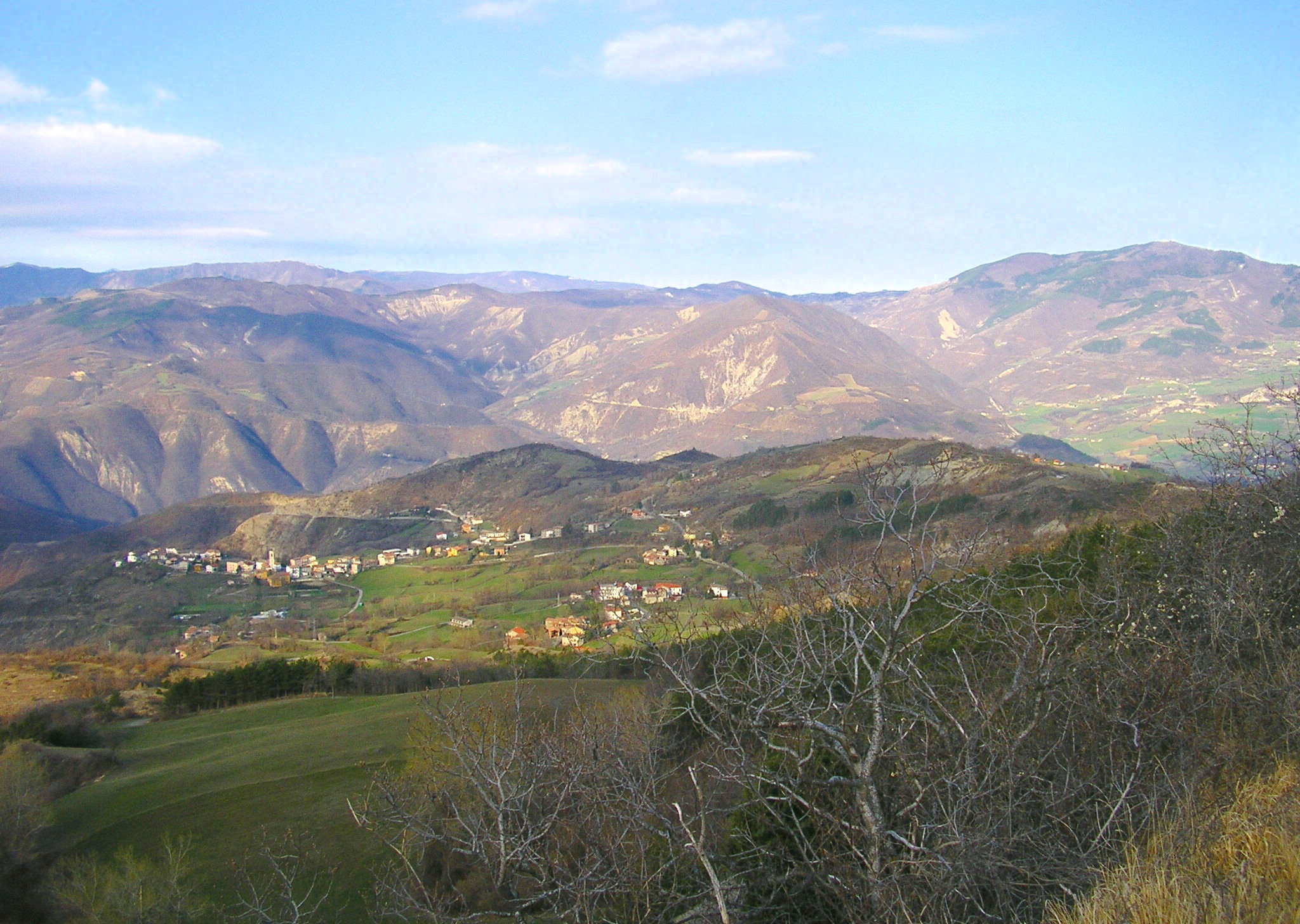
Die Piani di Coli

Coli ist eine italienische Gemeinde (comune) mit 843 Einwohnern (Stand 31. Dezember 2023) in der Provinz Piacenza in der Emilia-Romagna. Die Gemeinde liegt etwa 41 Kilometer südwestlich von Piacenza an der Trebbia und gehört zur Comunità Montana Appennino Piacentino.

## Verkehr
Entlang der nördlichen Gemeindegrenze führt die Strada Statale 45 di Val Trebbia von Genua nach Piacenza.